# 文三路駅
文三路駅（ぶんさんろえき）は、中華人民共和国浙江省杭州市西湖区学院路と文三路の交差点に位置する杭州地下鉄10号線と19号線の駅。

## 歴史
- 2023年2月21日：開業[1]。
- 2024年6月18日：D1～D3出入口および地下街「杭州地鉄覓花街」が共用開始[2]。

## 駅構造
10号線は相対式ホーム2面2線、19号線は島式ホーム1面2線の地下駅である。10号線ホームは学院路りの、19号線ホームは文三路りの地下にある。19号線五聯側に引き上げ線が2線あり、引き上げ線の上部空間は地下街の設備に転用されている。

### のりば
| 番線                    | 路線 | 行先                                          |
| ----------------------- | ---- | --------------------------------------------- |
| 19号線ホーム（地下2階） |      |                                               |
| ■ 19号線                | 下り | 火車西站・苕渓方面                            |
| ■ 19号線                | 上り | 火車東站（東広場）・ 蕭山国際機場・永盛路方面 |
| 10号線ホーム（地下3階） |      |                                               |
| ■ 10号線                | 下り | 黄竜体育中心方面                              |
| ■ 10号線                | 上り | 逸盛路方面                                    |

（出典：杭州地下鉄：站内空间示意图）

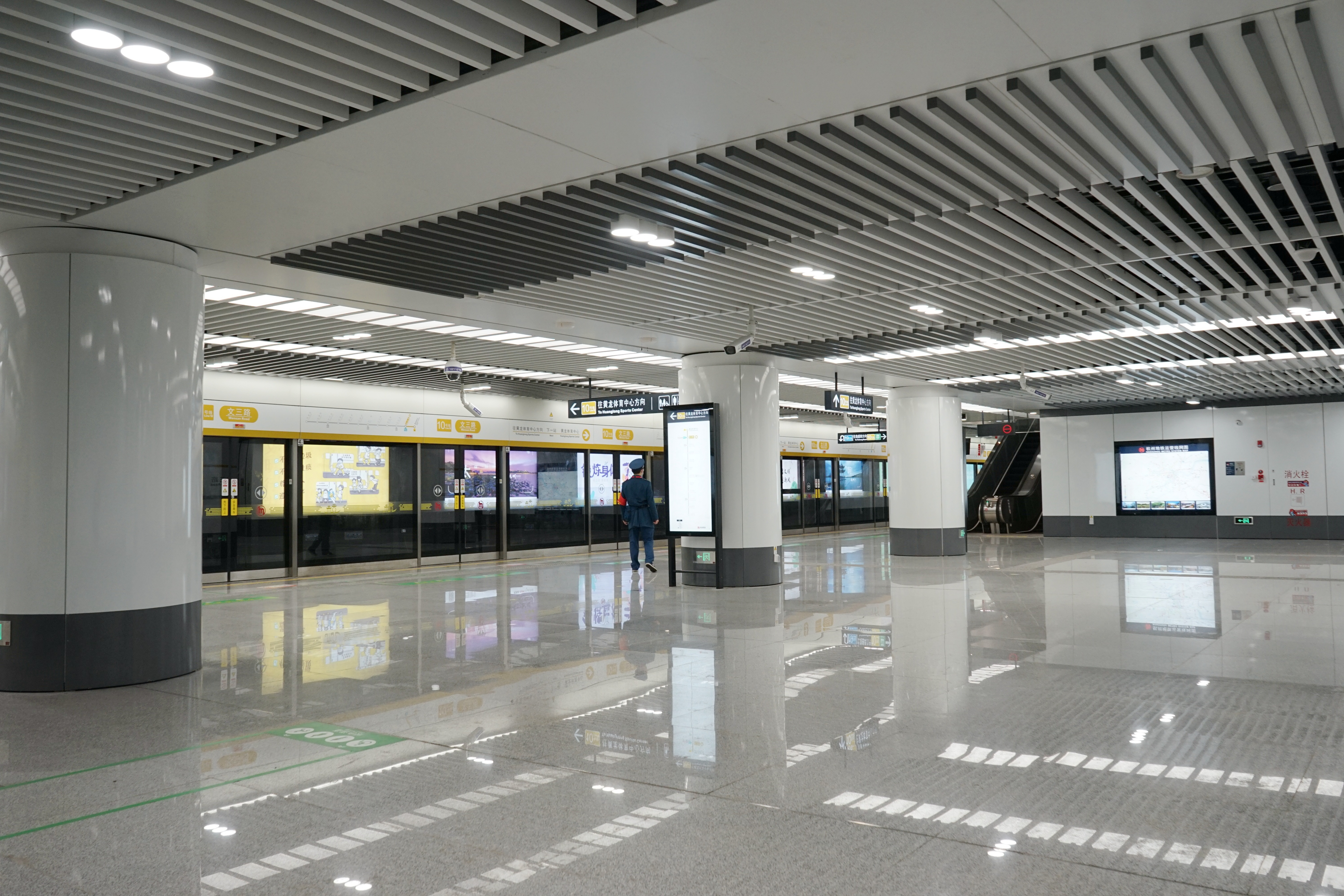
10号線黄竜体育中心方面ホーム
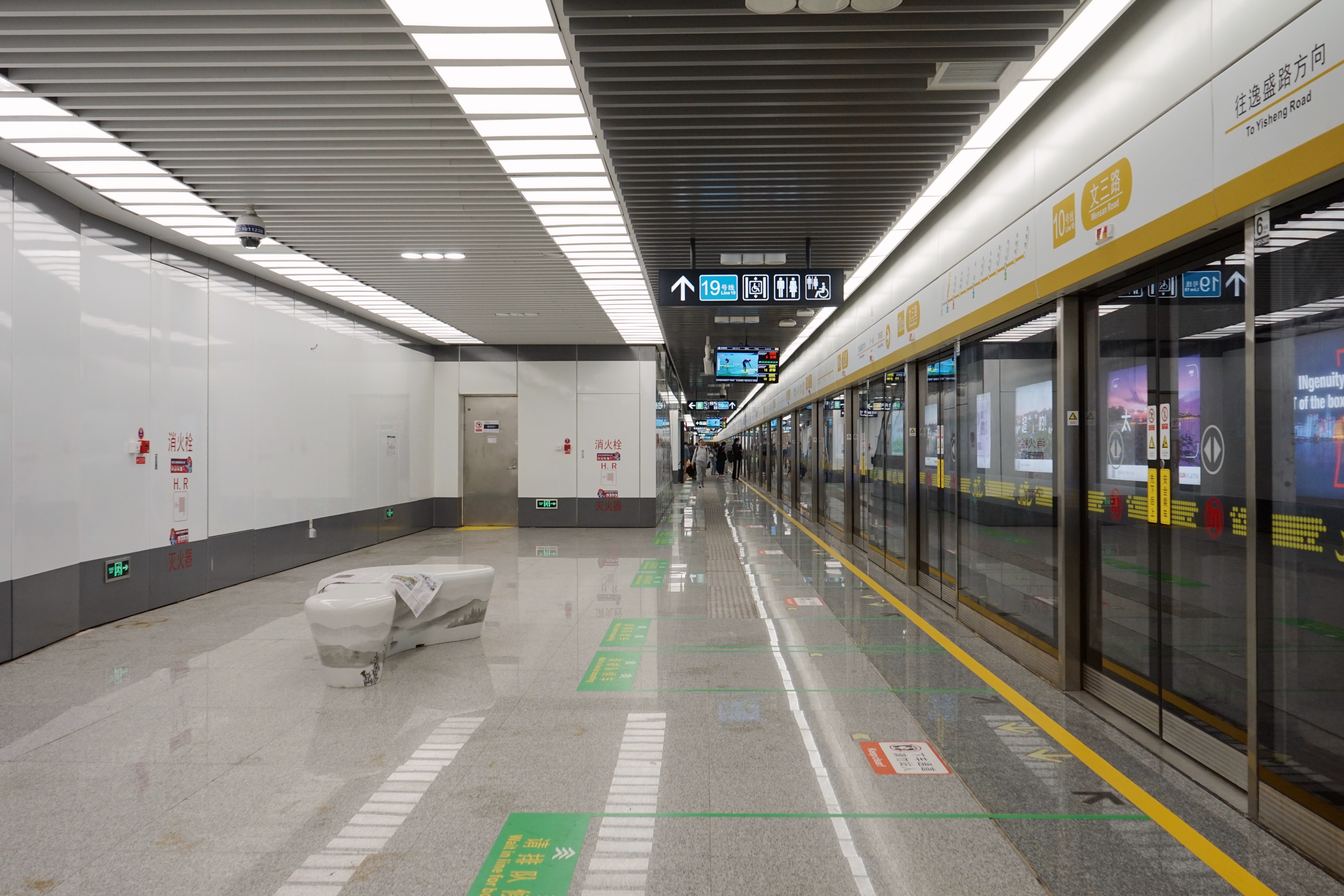
10号線逸盛路方面ホーム
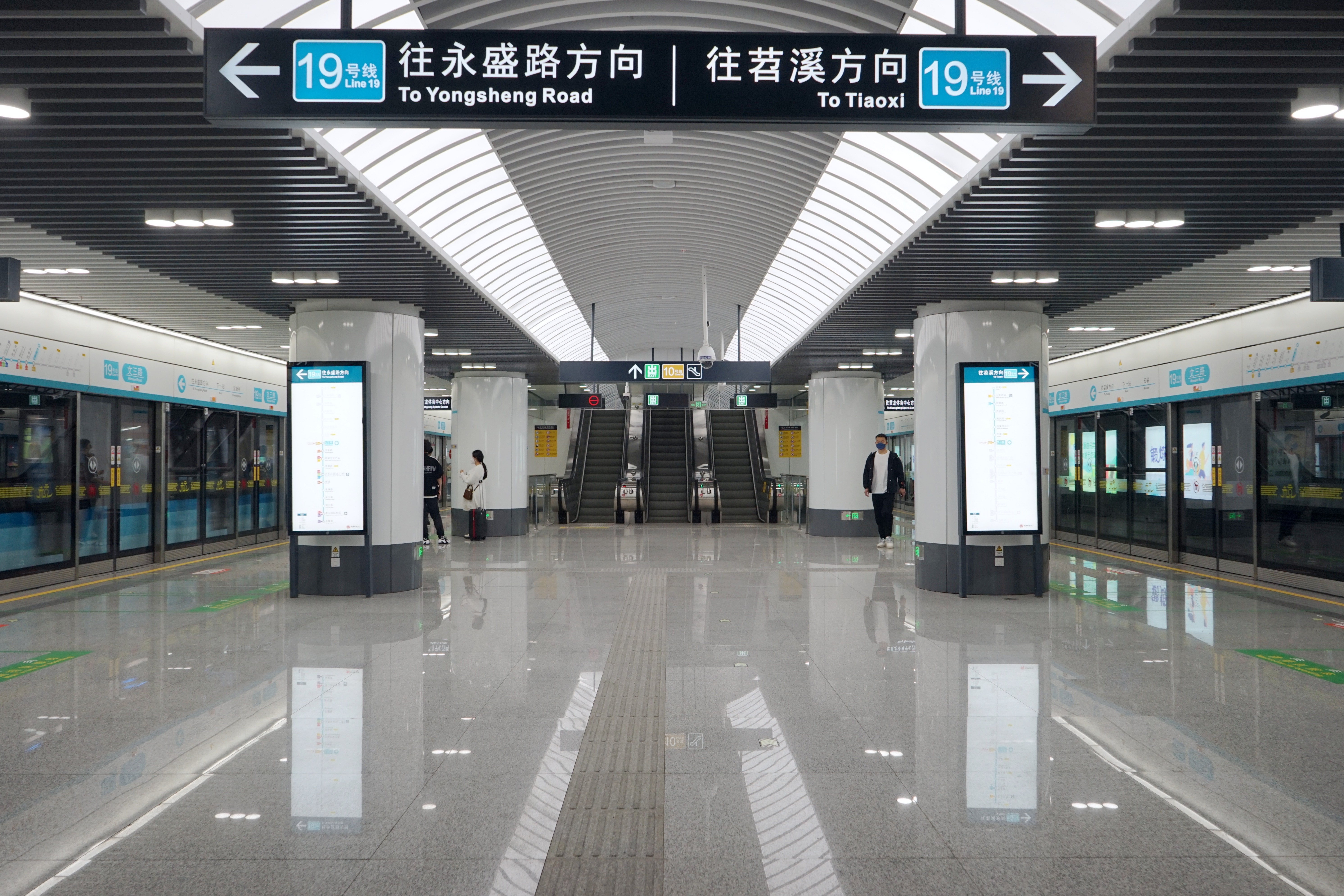
19号線ホーム
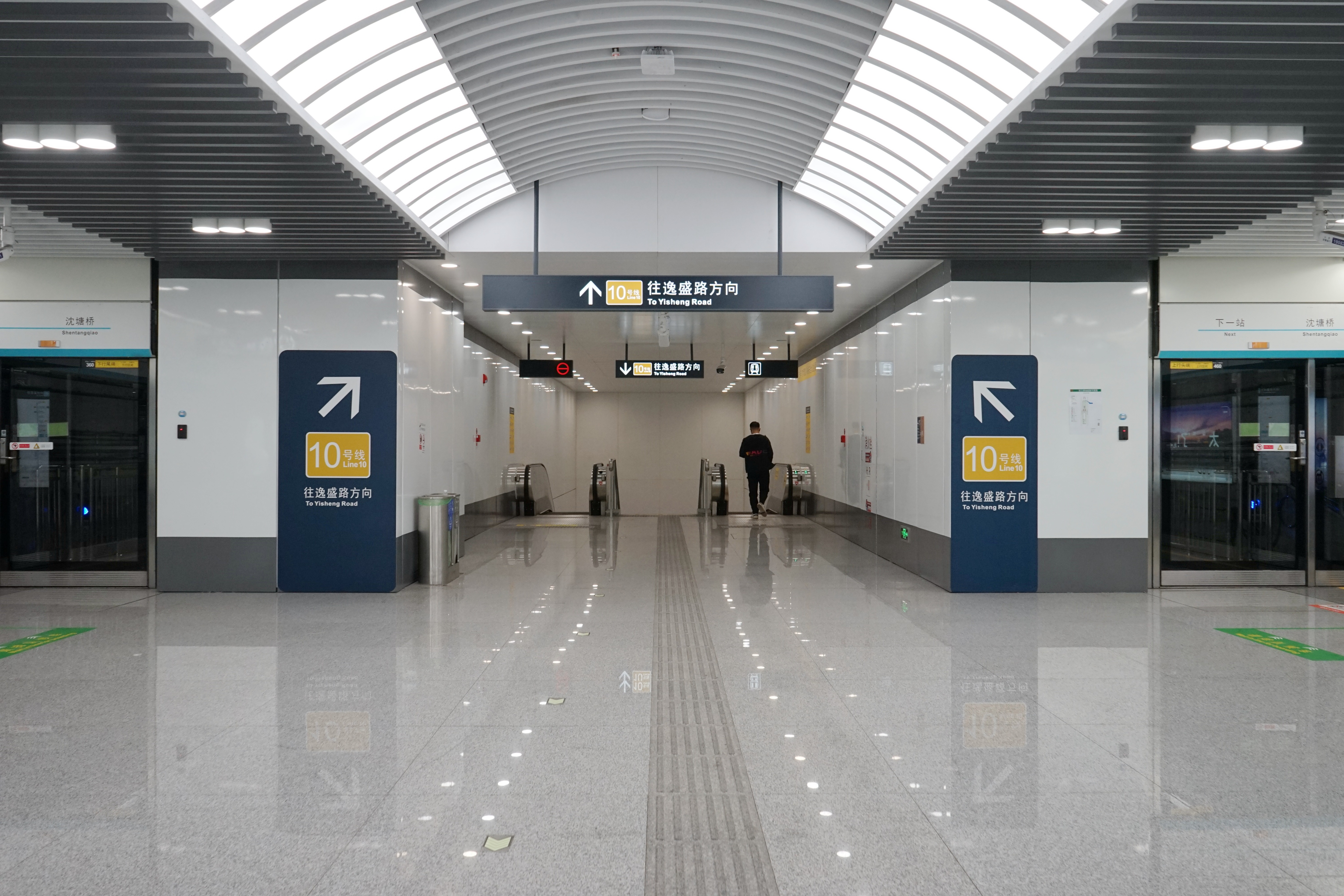
乗換通路の入口（19号線→10号線逸盛路方面）

## ギャラリー

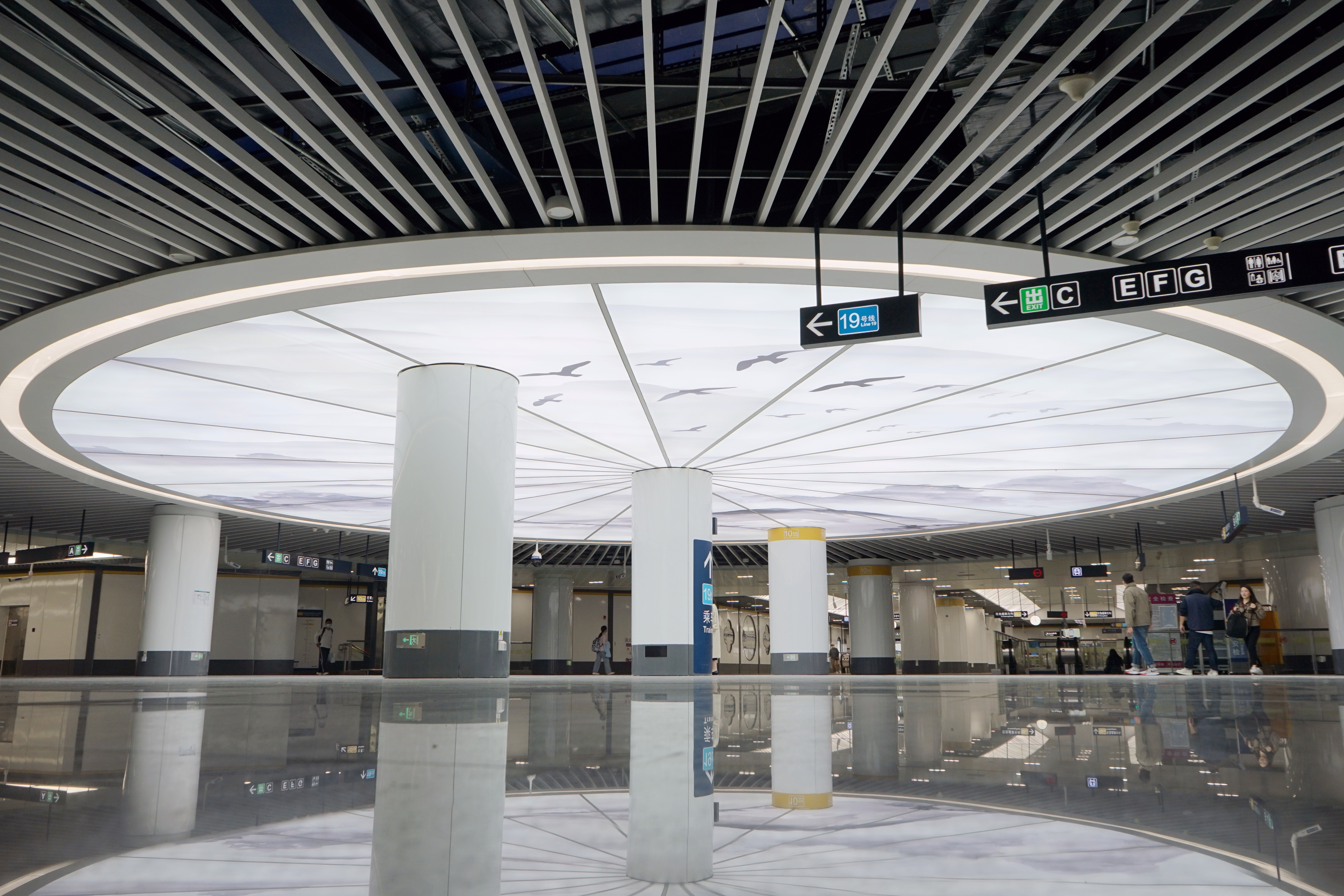
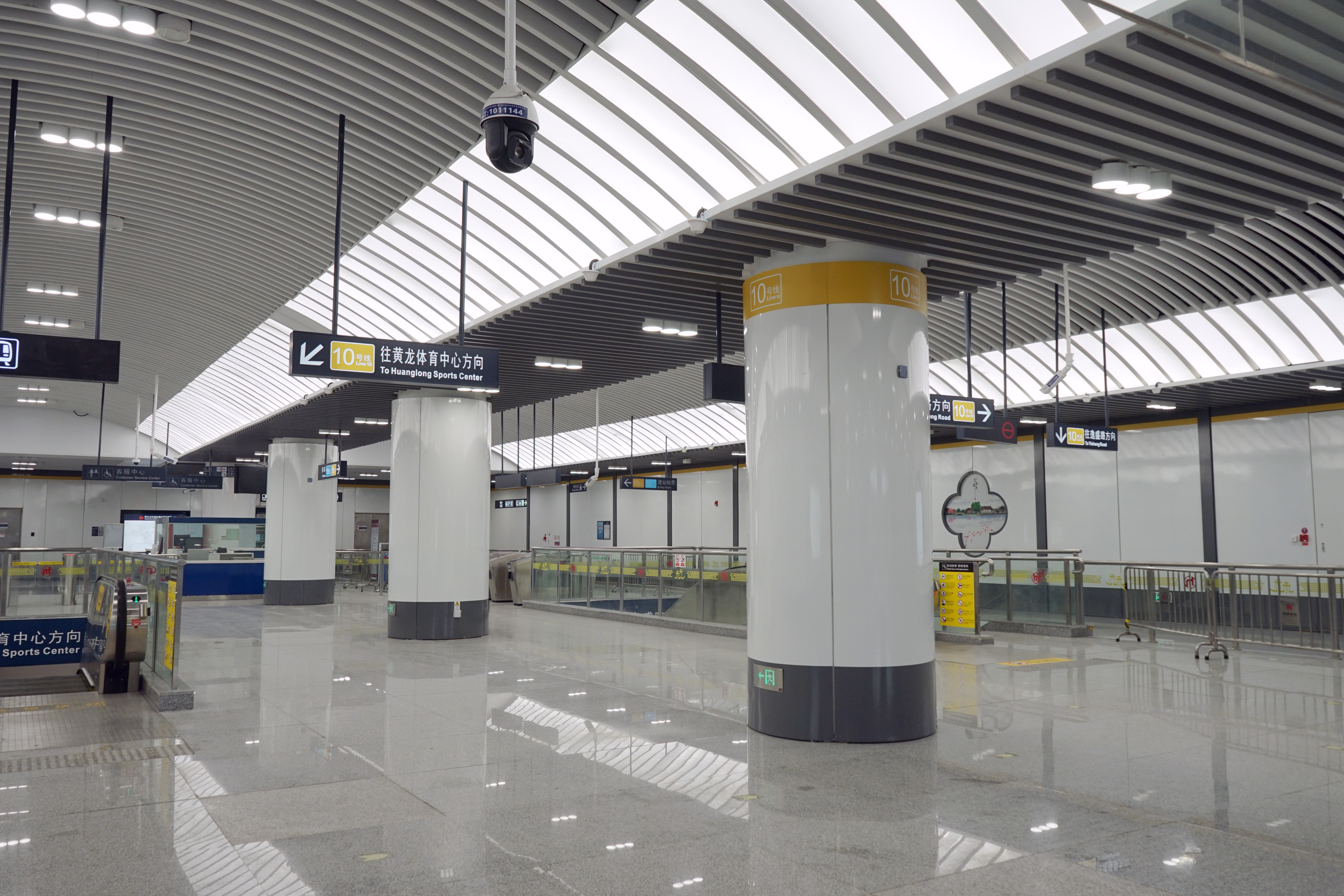
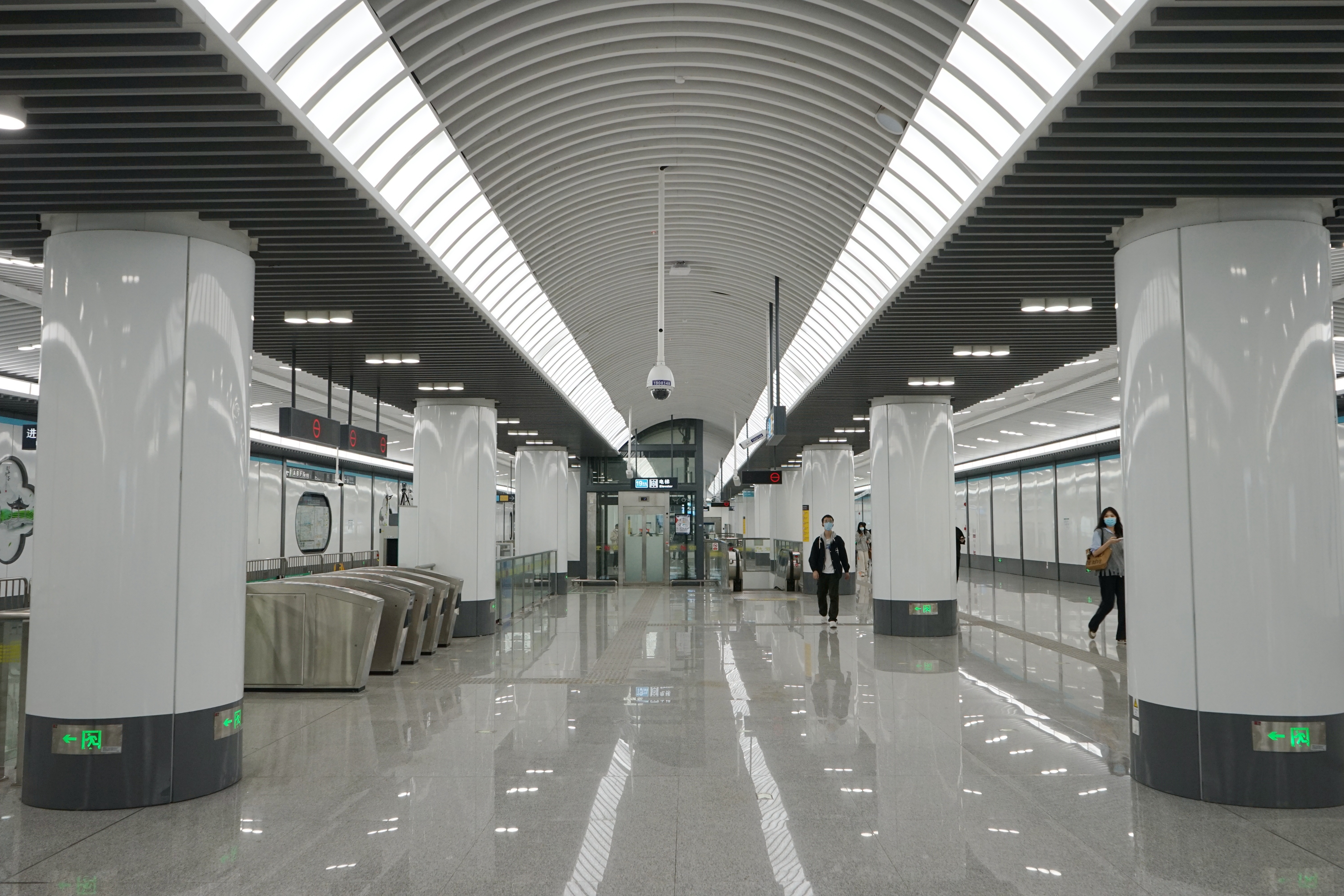
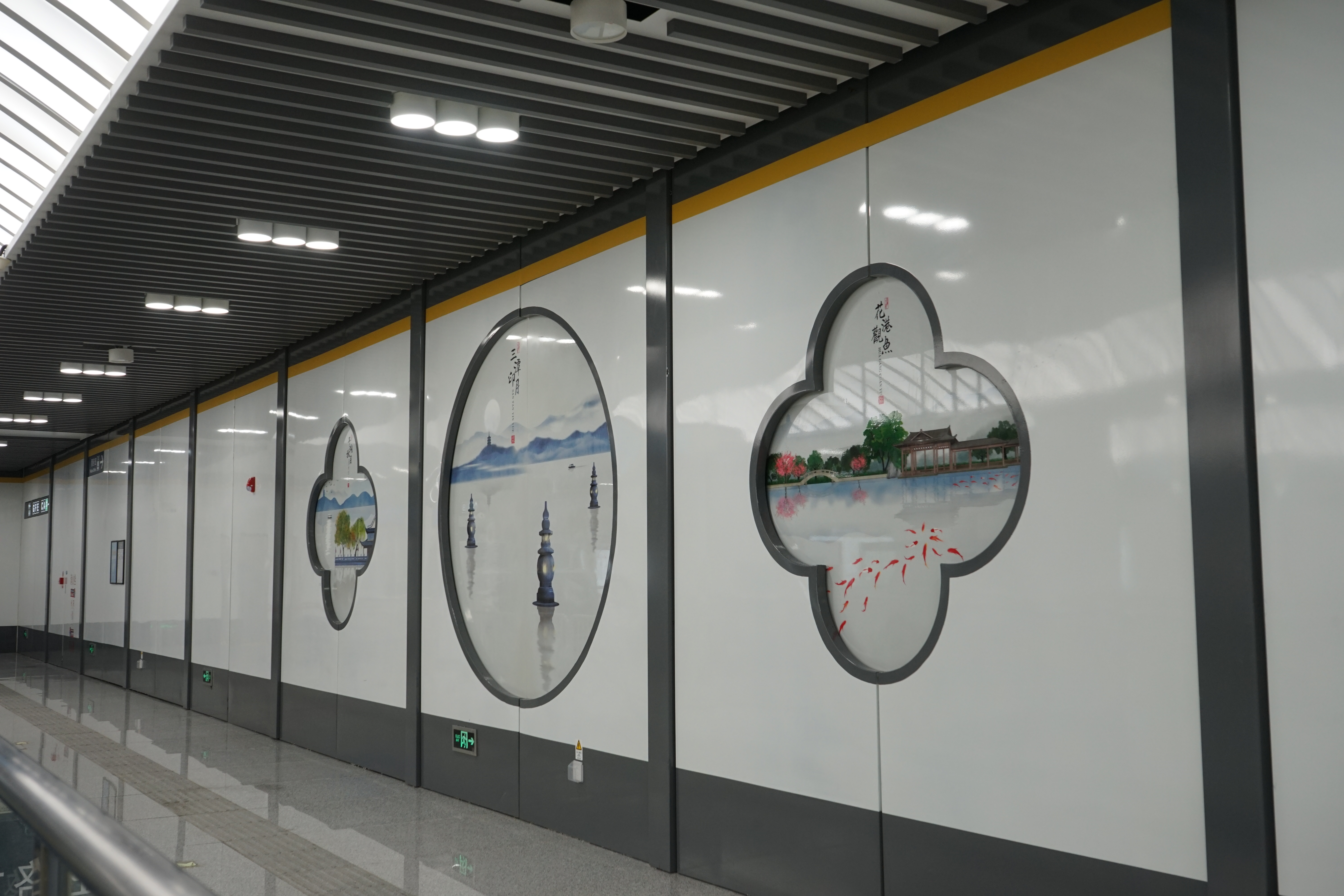
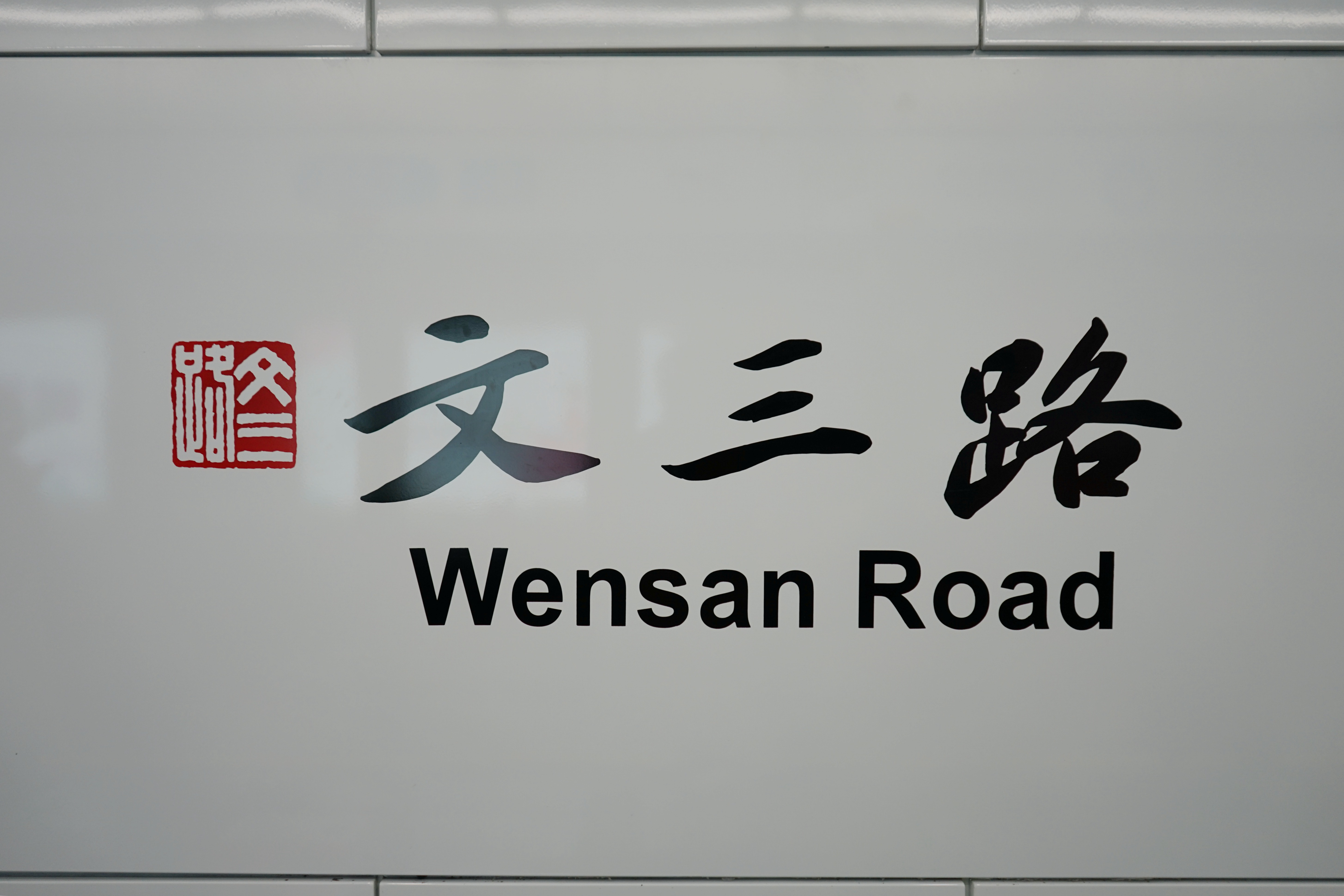

## 駅周辺
- 九蓮新村
- 銭江科技ビル
- イーガオ・デジタルモール
- 黄竜国際センター
- 華門世家
- 浙江省人民検察院
- 文院ビル
- 文三デジタルビル
- 杭州市民政局
- 華星創業ビル
- 浙江省職員サービスセンター
- 浙江省生態環境庁
- 東方通信ビル
- 景城花園
- 嘉麦オフィスビル
- 博仕科技ビル
- 華星時代プラザ
- 計量ビル
- 中電・万谷
- 之江ビル
- 創豊華星ビジネスビル
- 烟火万塘生活プラザ
- 明珠レジデンス
- 天苑花園
- 華遠ビル
- 華星科技ビル
- 文都苑
- ラインタビル
- 杭州高新東方科技園
- 中茵ビル
- 曲荷巷19号小区

## 隣の駅
杭州地下鉄
■ 10号線
黄竜体育中心駅  - 文三路駅 - 学院路駅
■ 19号線
五聯駅 - 文三路駅 - 沈塘橋駅